# Memecylon wightii
Memecylon wightii är en tvåhjärtbladig växtart som beskrevs av George Henry Kendrick Thwaites. Memecylon wightii ingår i släktet Memecylon och familjen Melastomataceae. Inga underarter finns listade i Catalogue of Life.